# جرمياس ريختر

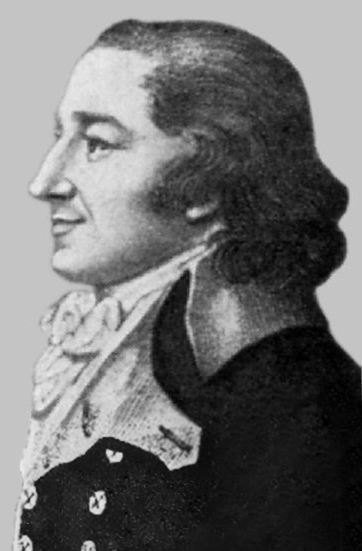

جرمياس ريختر (بالألمانية: Jeremias Benjamin Richter)‏، عالم كيميائي ألماني من مواليد 1762 في مدينة هيرزبرغ توفي عام 1807 في نقس المدينة.
في عام 1791م اكتشف قانون الأعداد المتناسبة الذي يحكم تراكبات العناصر الكيميائية.